# GAUCHE
『GAUCHE』（ゴーシュ）は、南野陽子7枚目のアルバム。
1989年7月12日にCBS・ソニーから発売。
規格品盤は32DH5273（CD）、28AH5273（LP）、28KH5273（CT）。

## 概要
前作『SNOWFLAKES』はコンセプト・アルバムの為、オリジナル・アルバムは昨年夏の『GLOBAL』以来1年振りとなる。シングル曲は先行リリースの15枚目シングル「トラブル・メーカー」を収録。13枚目シングル「秋からも、そばにいて」14枚目シングル「涙はどこへいったの」、「トラブル・メーカー」両A面「瞳のなかの未来」が未収録となった。また南野のオリジナル・アルバムでは初となる南野の作詞楽曲が収録（1曲は共作）。12曲目「思いのままに」は翌年夏発売19枚目シングル「耳をすましてごらん」カップリングに新録音でシングルカット。CD初回生産分はスーパーピクチャーCDレーベル、52頁写真集が添付。本作は、LP、CT、CD3形態ともジャケット写真が異なっている。タイトルはフランス語で「不器用・世渡り下手」の意味（本来は方向の「左」の意味で、そこから転じている）。ジャケット・写真集の撮影はギリシャ・ミコノス島で敢行。1989年3月23日放送「ザ・ベストテン」は本作のジャケット・写真集撮影で訪れていたミコノス島の衛星回線からのVTR出演にて「涙はどこへいったの」を披露している。

## 収録曲
| 全編曲: 萩田光男。 |                            |                        |                            |       |
| #                  | タイトル                   | 作詞                   | 作曲                       | 時間  |
| 1.                 | 「マニキュアがかわく間に」 | 田口俊                 | Michael Howard Jr.         | 4:06  |
| 2.                 | 「それは夏の午後」         | 小倉めぐみ             | 黒沢健一                   | 4:14  |
| 3.                 | 「鏡の中のエトランゼ」     | 成瀬緑                 | 佐藤英敏                   | 5:09  |
| 4.                 | 「トラブル・メーカー」     | 南野陽子               | 木戸泰弘                   | 4:01  |
| 5.                 | 「月夜のくしゃみ」         | 南野陽子               | 上田知華                   | 4:22  |
| 6.                 | 「サマー・フレグランス」   | 田口俊                 | 平野牧                     | 4:49  |
| 7.                 | 「月見草幻想」             | 戸沢暢美               | 萩田光男                   | 4:46  |
| 8.                 | 「知ってると思ってた」     | 戸沢暢美               | 小森田実                   | 3:48  |
| 9.                 | 「さよならGirl」           | 田口俊                 | 平野牧・副島司朗・木戸泰弘 | 4:23  |
| 10.                | 「涙の数、大人になれたら」 | 田口俊                 | 上田知華                   | 5:01  |
| 11.                | 「愛してる」               | 南野陽子・平出よしかつ | 兼元一也                   | 4:47  |
| 12.                | 「思いのままに」           | 平出よしかつ           | 亀井登志夫                 | 4:47  |
| 合計時間:          | 合計時間:                  | 合計時間:              | 合計時間:                  | 54:13 |